# Santuario kumano di Yamagata

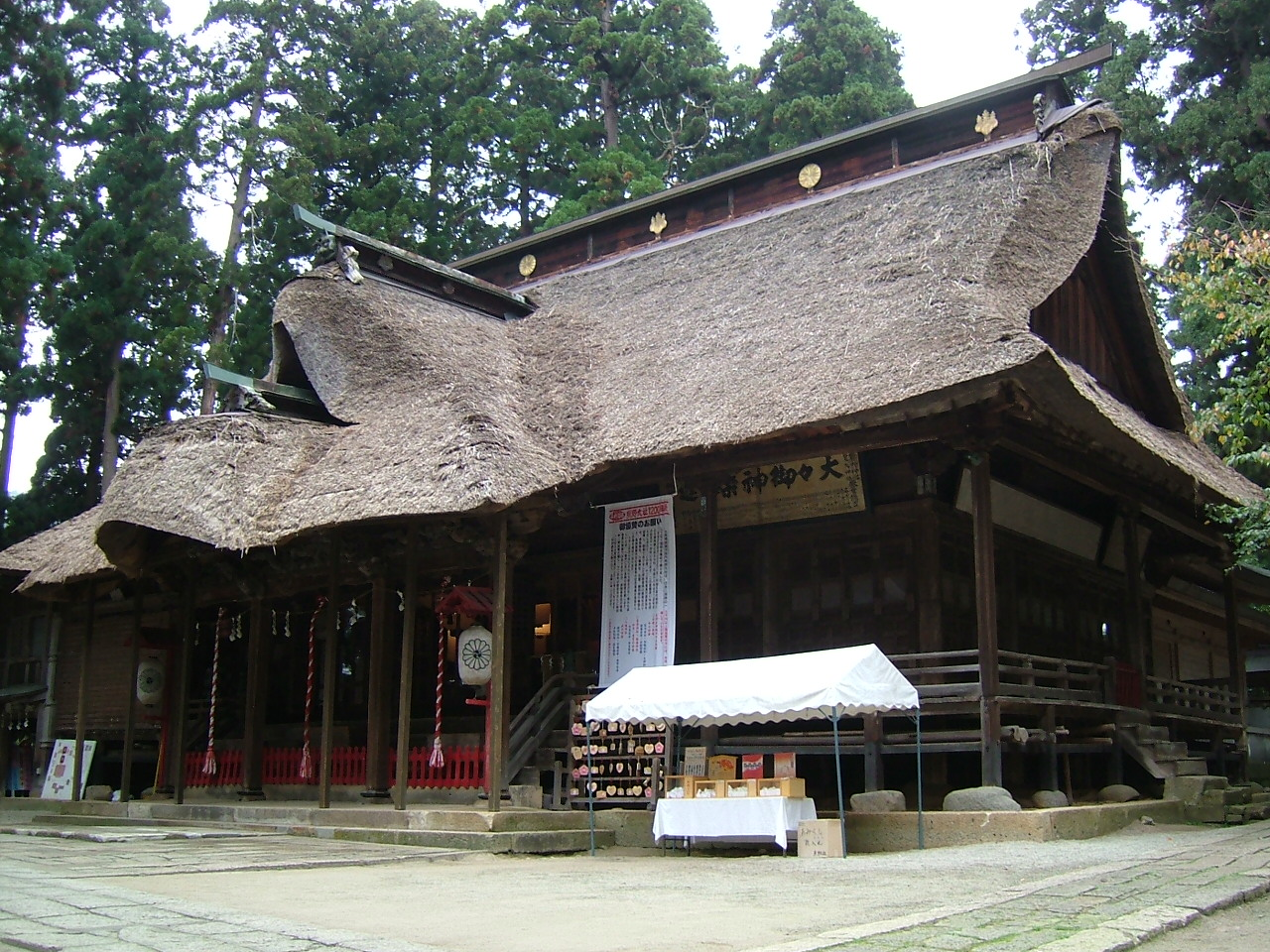
Il santuario kumano a Miyauchi, città di Nanyo.

Il santuario kumano di Yamagata (熊野大社, Kumanotaisha) è un antico santuario shintoista (jinja) a Miyauchi, Nanyo, Yamagata, Giappone.
Fu edificato nel IX secolo, ed è uno dei tre più grandi santuari kumano in Giappone.